# 顺河镇 (内江市)
顺河镇，是中华人民共和国四川省内江市东兴区下辖的一个乡镇级行政单位。

## 行政区划
顺河镇下辖以下地区：
天宫社区、回龙湾村、银沙村、见龙村、高升村、文星村、黄连坪村、龙王村、天宫村、白云村、花祠村、白花村、罗星村、观音洞村、南洋村、保桥村、双树村、马鞍村、冷家村、拱桥村、蒋家村、龙兴村、骑龙村、玉泉村、广化村、熊庙村、袁家村、凤兴村和庙坡村。